# Gorlov Helical Turbine
De Gorlov Helical Turbine (GHT) is een waterturbineontwerp gebaseerd op de Darrieus-windturbine, het verschil in het ontwerp zijn de helicale bladen en daarmee een meer constant dan een pulsed koppel vs. tijd en hoek. Het is ontworpen door Alexander M. Gorlov van de Northeastern University in Boston.
Het ontwerp is de basis van enkele windturbines in de huidige markt zoals de Turby-windturbine en de Quietrevolution-windturbine.